# Свердловина № 52 (Яноші)
Свердловина № 52 — гідрологічна пам'ятка природи місцевого значення. Об'єкт розташований на території Берегівського району Закарпатської області, с. Яноші.
Площа — 0,5 га, статус отриманий у 1984 році (Рішення Закарпатського Облвиконкому від 23.10.1984 р. № 253).
Охороняється свердловина з мінеральною водою та прилегла територія. Вода термальна, хлоридно-натрієва, загальна мінералізація - 6,8 г/л. Придатна для лікування захворювань нервової системи.
Завдання пам'ятки: збереження у природному стані свердловини; здійснення науково-дослідних робіт; поширення екологічних знань; підтримка загального екологічного балансу в регіоні.